# بين هربرت رايس جونيور
بين هربرت رايس جونيور (بالإنجليزية: Ben Herbert Rice, Jr.)‏ هو قاضي ومحامي أمريكي، ولد في 12 ديسمبر 1889 في مارلين في الولايات المتحدة، وتوفي في 14 مارس 1964.